# Castillo de Alcañiz

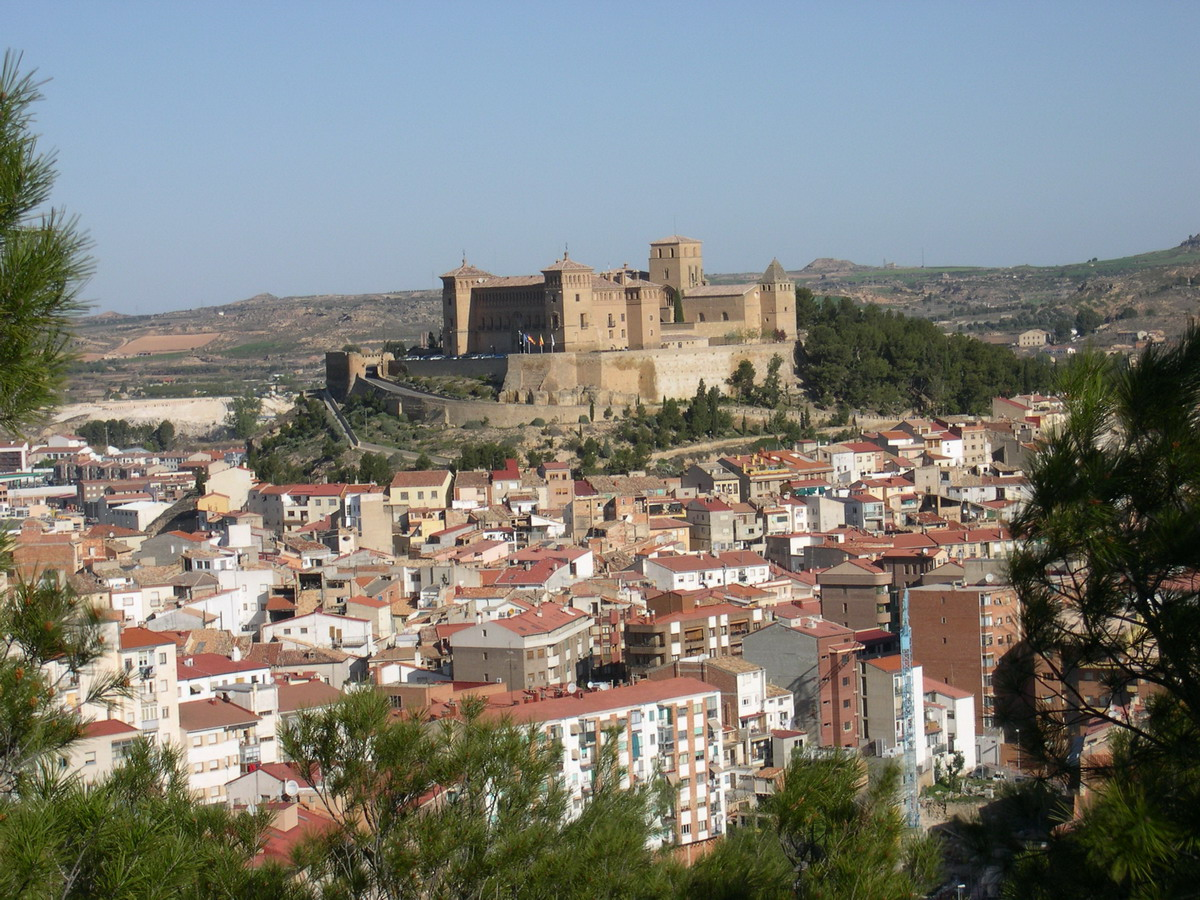
Castillo de Alcañiz

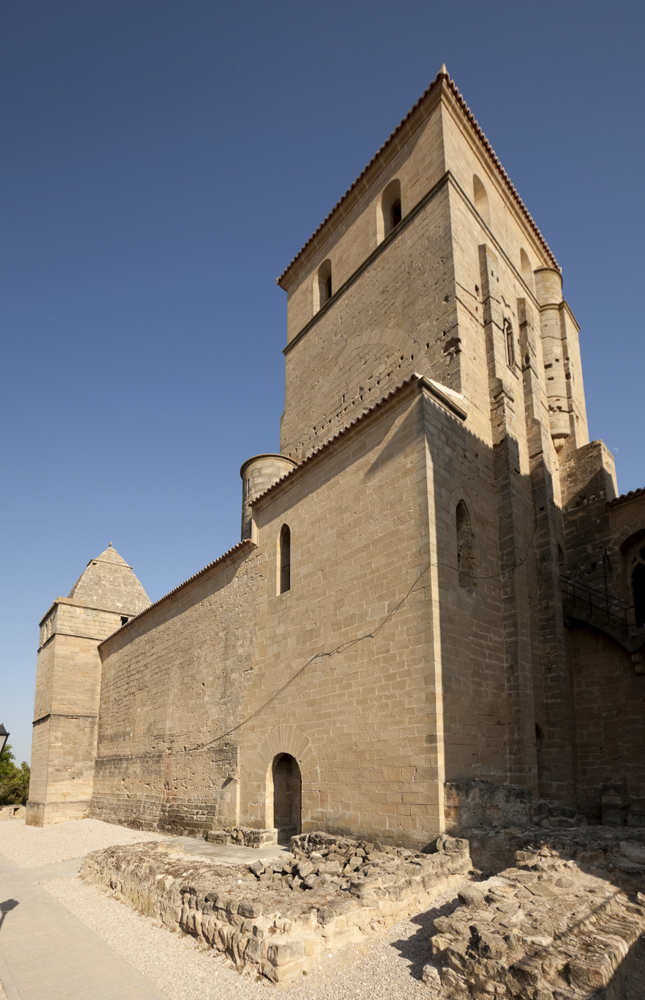
Castillo de Alcañiz

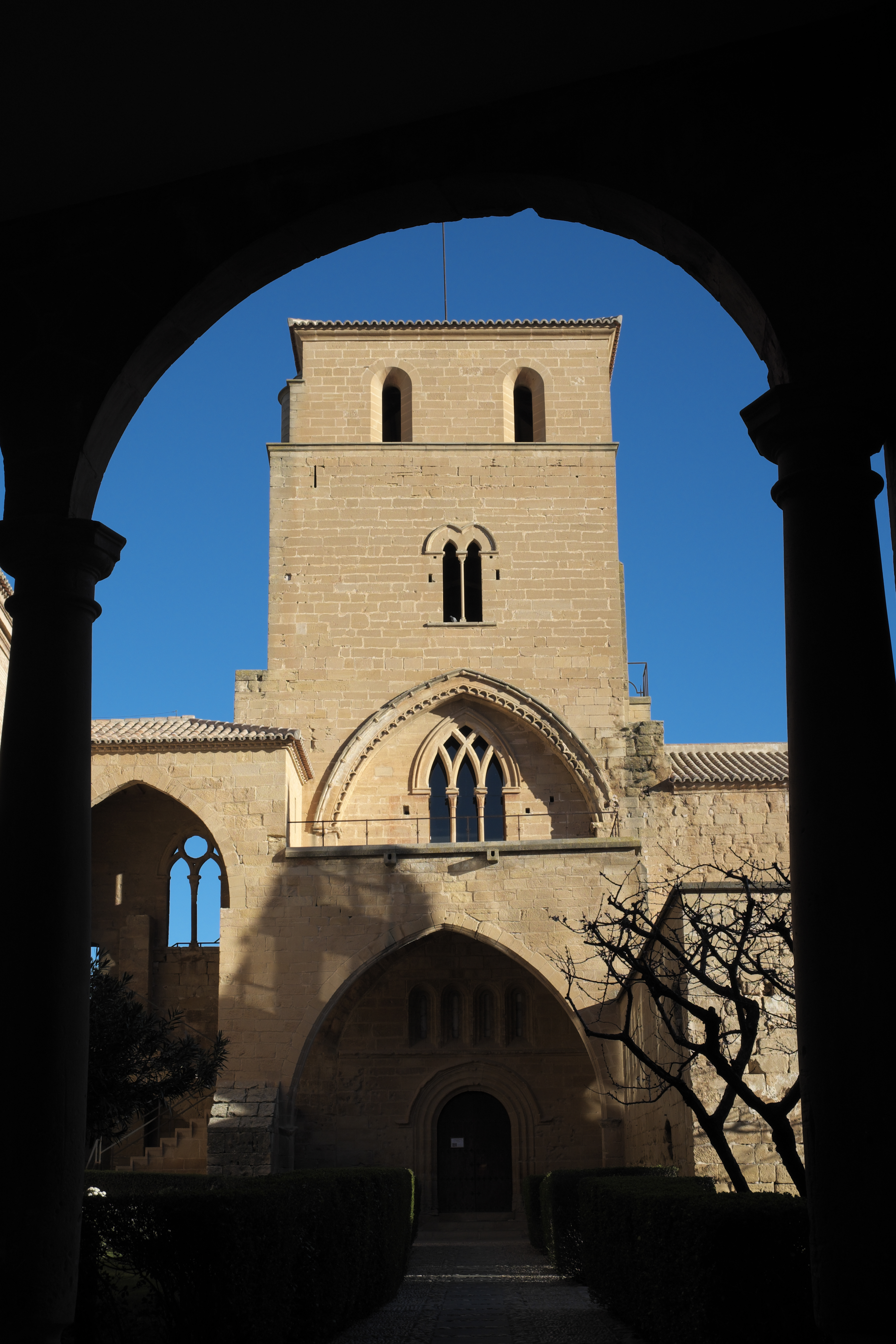
Torre del homenaje

Das Castillo de Alcañiz ist eine ehemalige Ordensburg des Ritterordens von Calatrava. Die Burg aus dem 12./13. Jahrhundert liegt auf einer Anhöhe über der Stadt Alcañiz in der Provinz Teruel der spanischen Autonomen Region Aragonien. Ihre ältesten Teile sind die romanische Kirche und der gotische Kreuzgang. In der Burg sind Wand- und Deckenmalereien erhalten, die in das 13. und 14. Jahrhundert datiert werden. 1925 wurde die Anlage zum Baudenkmal (Bien de Interés Cultural) erklärt. Seit den 1970er Jahren ist in der Burg der Parador Nacional de la Concordia untergebracht, ein Drei-Sterne-Hotel mit Restaurant.

## Geschichte
1157 wurde die Burg erstmals in einer Carta Puebla erwähnt, einer Urkunde, in der Graf Raimund Berengar IV. von Barcelona den Siedlern besondere Rechte zugestand, die sich in den aus maurischer Besatzung zurückeroberten Gebieten niedergelassen hatten. 1179 übergab Alfons II., König von Aragón, Stadt und Burg dem Calatrava-Orden. Um 1200 unternahmen die Ordensritter den Neubau der Burg. Da sie nicht nur Ritter, sondern auch Mönche waren, wurde die Burg mit einer Kirche und einem Kreuzgang ausgestattet. Die Maria Magdalena geweihte Kirche diente auch als erste Pfarrkirche von Alcañiz.
Im 13. Jahrhundert übte der Calatrava-Orden die Kontrolle über das Taifa-Königreich Valencia (Taifa de Valencia) aus und nahm an den Eroberungszügen von Jakob I. von Aragón teil. Alcañiz wurde zum Sitz des Großmeisters (comendador mayor) von Aragón. Im 14. Jahrhundert errichteten die Ordensritter über der Vorhalle der Kirche den großen Wohnturm (torre del homenaje). Im 18. Jahrhundert wurde der barocke Palacio de los Comendadores (Palast der Ordensmeister) mit seiner von zwei quadratischen Ecktürmen flankierten Fassade angefügt. In den 1990er Jahren fanden umfangreiche Restaurierungsarbeiten statt.

## Kirche

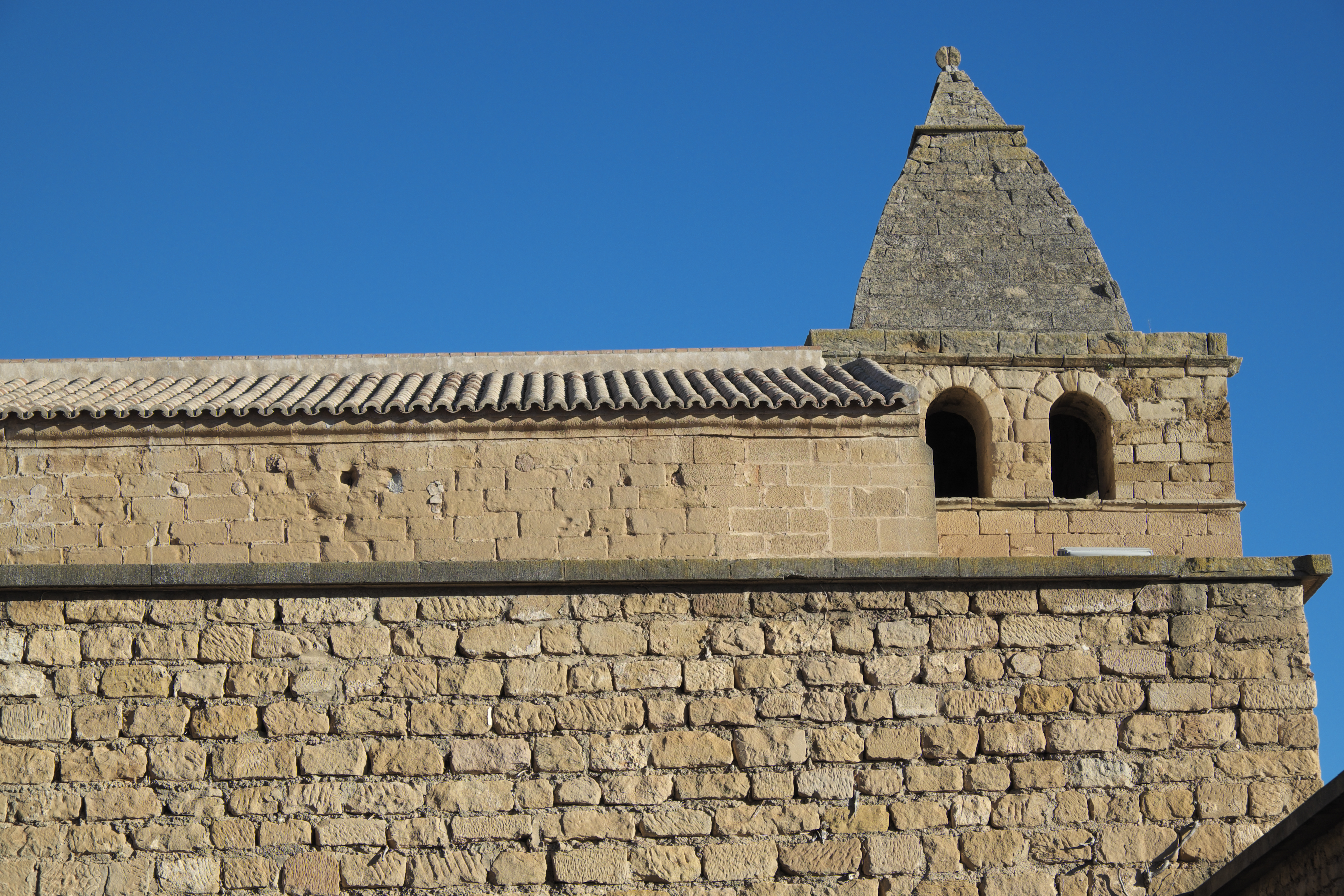
Kirche und Torre de Lanuza

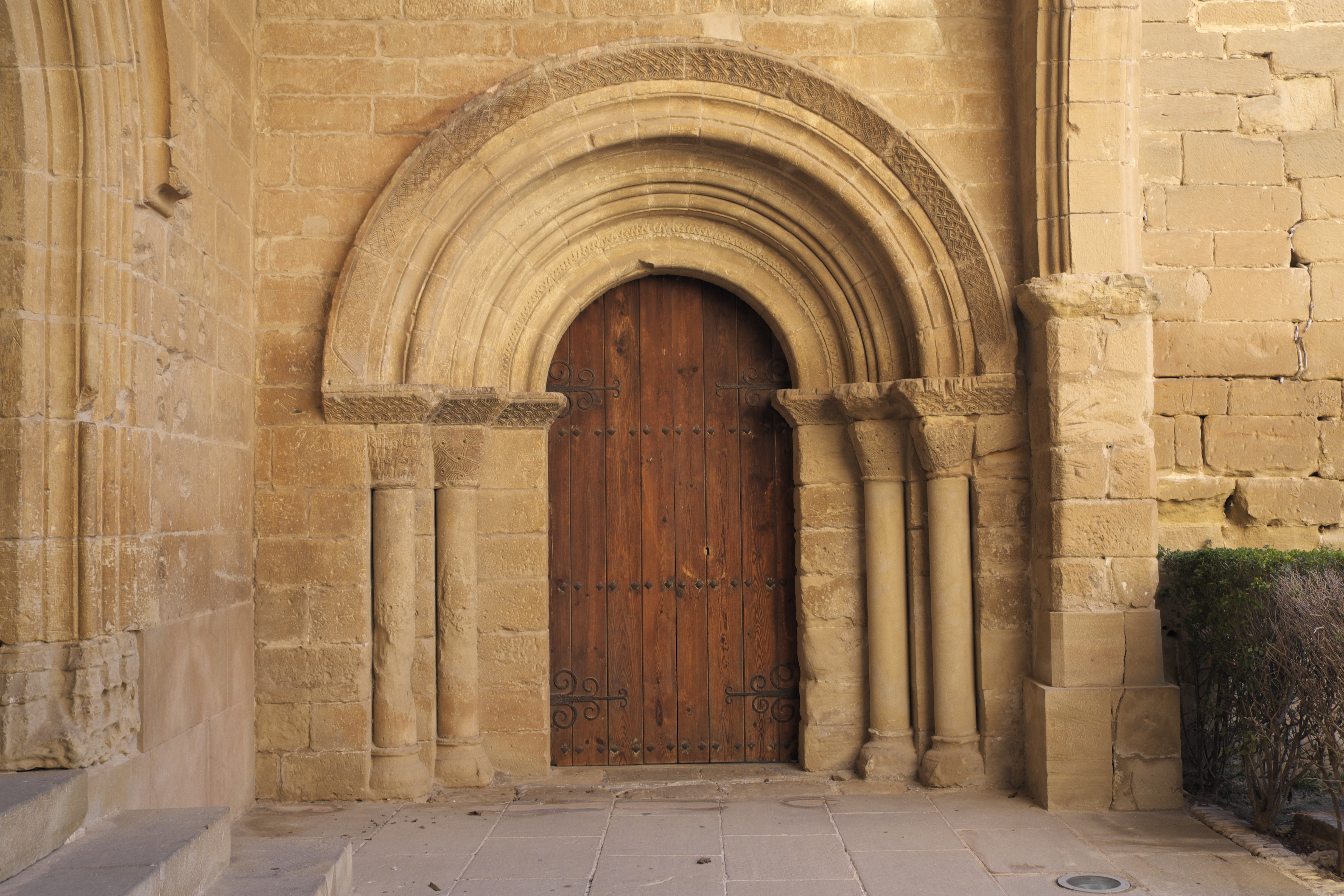
Romanisches Portal zum Kreuzgang

Eine Vorhalle, der Unterbau der torre del homenaje, führt zur Kirche und zum Kreuzgang. Zu beiden öffnen sich romanische Rundbogenportale. Die Kirche wurde zwischen 1179 und 1200 errichtet. Sie ist einschiffig und wird von einer Spitztonne gedeckt. Die Gurtbögen ruhen auf der linken Seite auf Kragsteinen, die mit dem Wappen des Calatrava-Ordens verziert sind. Auf der rechten Seite werden sie von eingestellten Säulen aufgefangen, deren Kapitelle mit Köpfen von Menschen und Tieren skulptiert sind.

## Torre de Lanuza

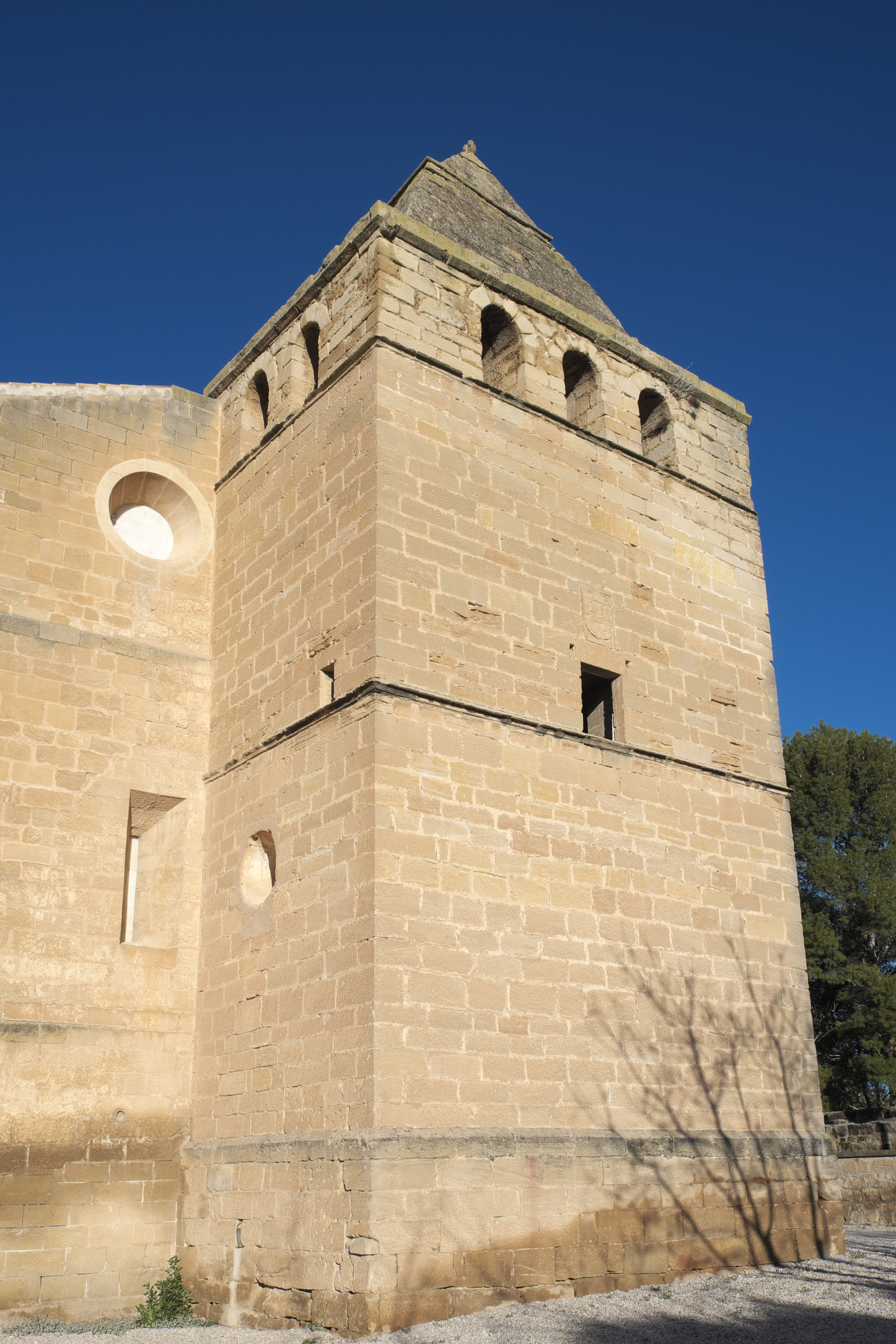
Torre de Lanuza

Der Lanuza-Turm gehört zu den ältesten Teilen der Burg. Er befindet sich im Nordosten der Anlage und wurde im 16. Jahrhundert unter Juan de Lanuza verändert.

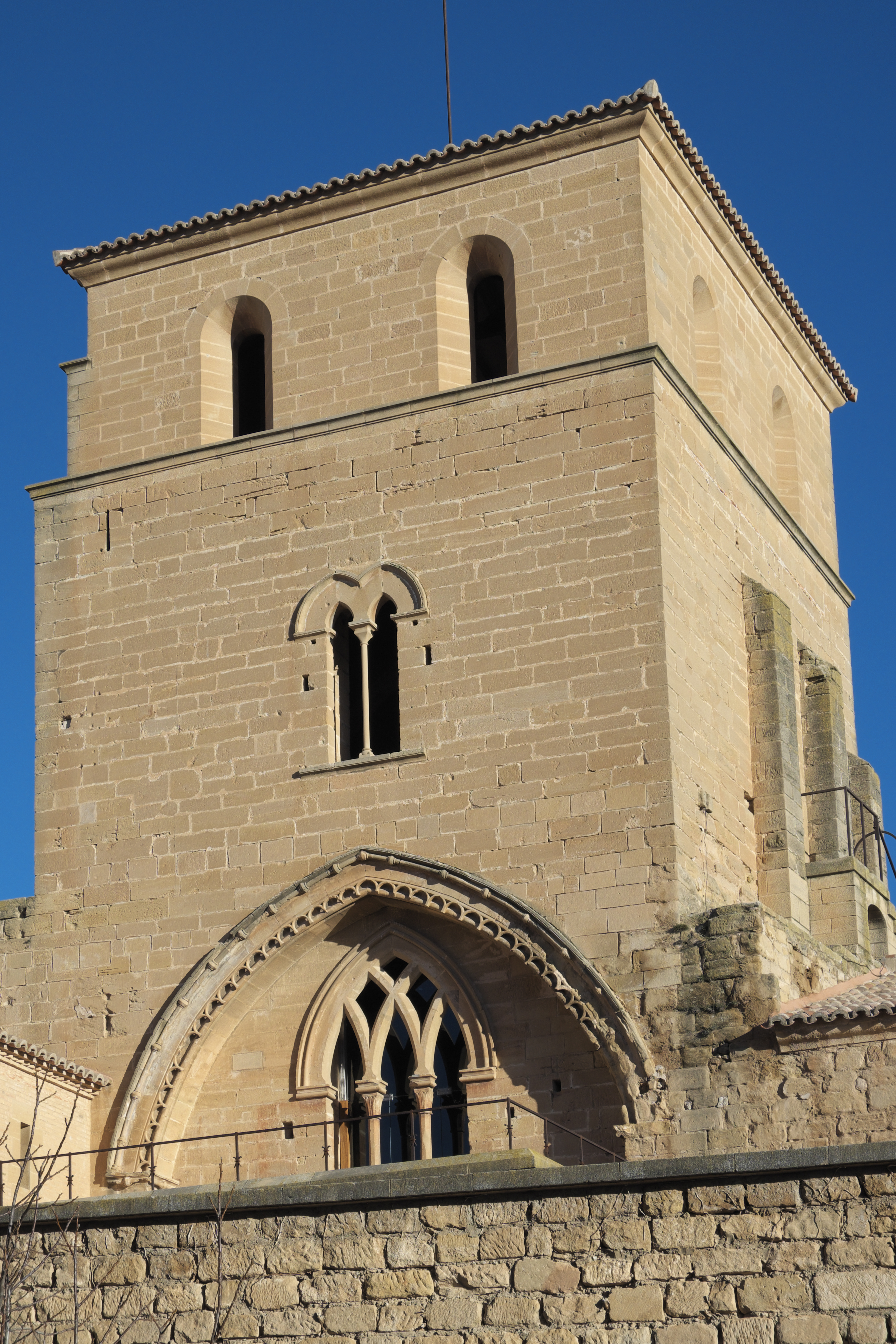
Torre del homenaje

## Torre del homenaje
Die beiden unteren Geschosse der torre del homenaje wurden im 14. Jahrhundert im Stil der Gotik errichtet, das dritte Geschoss wurde später hinzugefügt. Die Räume tragen Holzbalkendecken, die auf Schwibbögen aufliegen.

## Wand- und Deckenmalerei

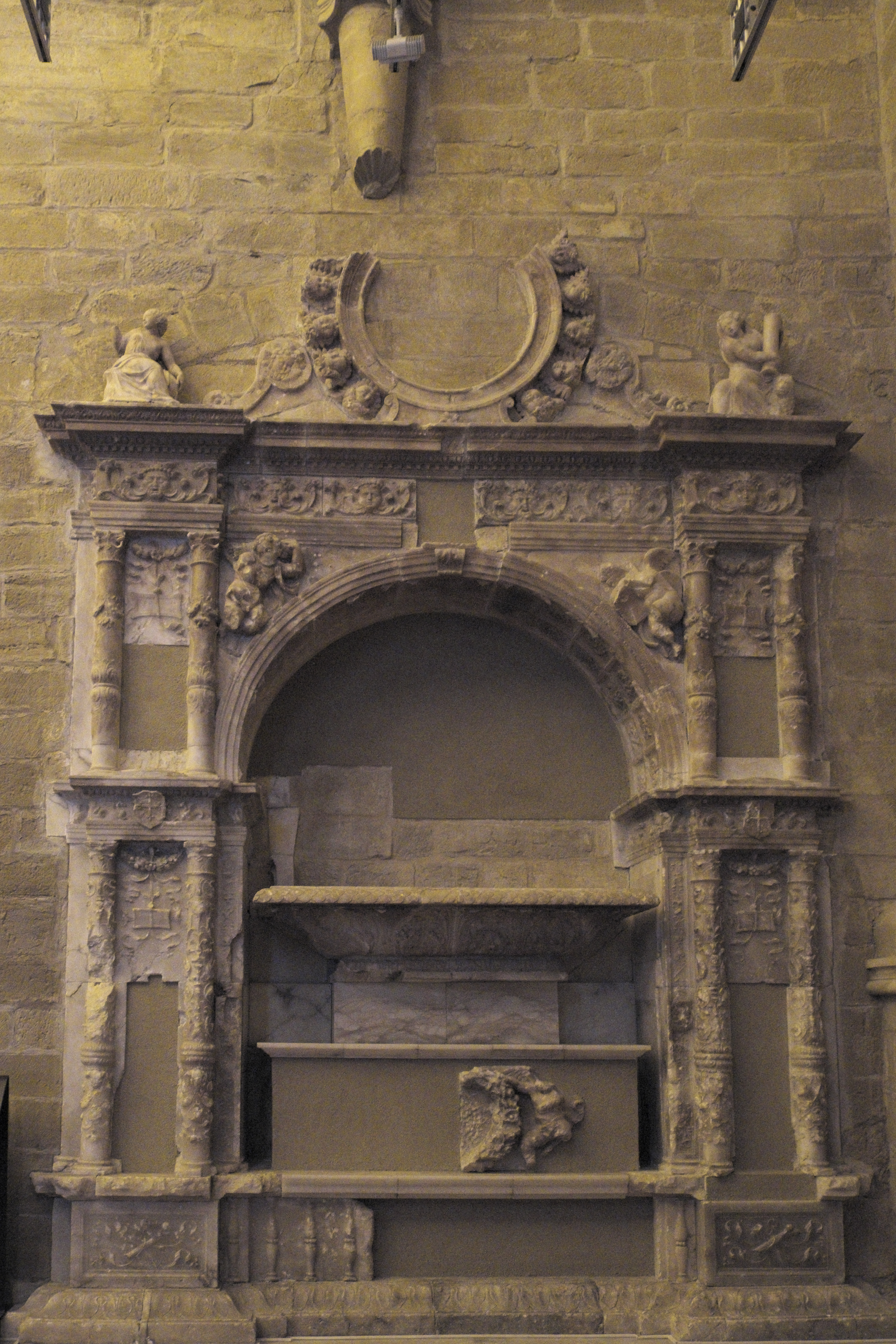
Grabmal von Juan de Lanuza

Die Wand- und Deckenmalereien der torre del homenaje wurden zwischen 1290 und 1375 in al secco-Technik ausgeführt.
Im unteren Geschoss sind an der Westwand die Ordensritter im Kampf gegen die Mauren dargestellt. Darunter waren ursprünglich Szenen aus der Kindheit Jesu zu sehen, von denen nur noch die Heimsuchung erhalten ist. An der Nordwand sind das letzte Abendmahl und die Kreuzigung Christi, an der Ostwand das Jüngste Gericht zu erkennen. Auf einem Bogenzwickel ist ein Maure, der die Zunge herausstreckt, dargestellt.

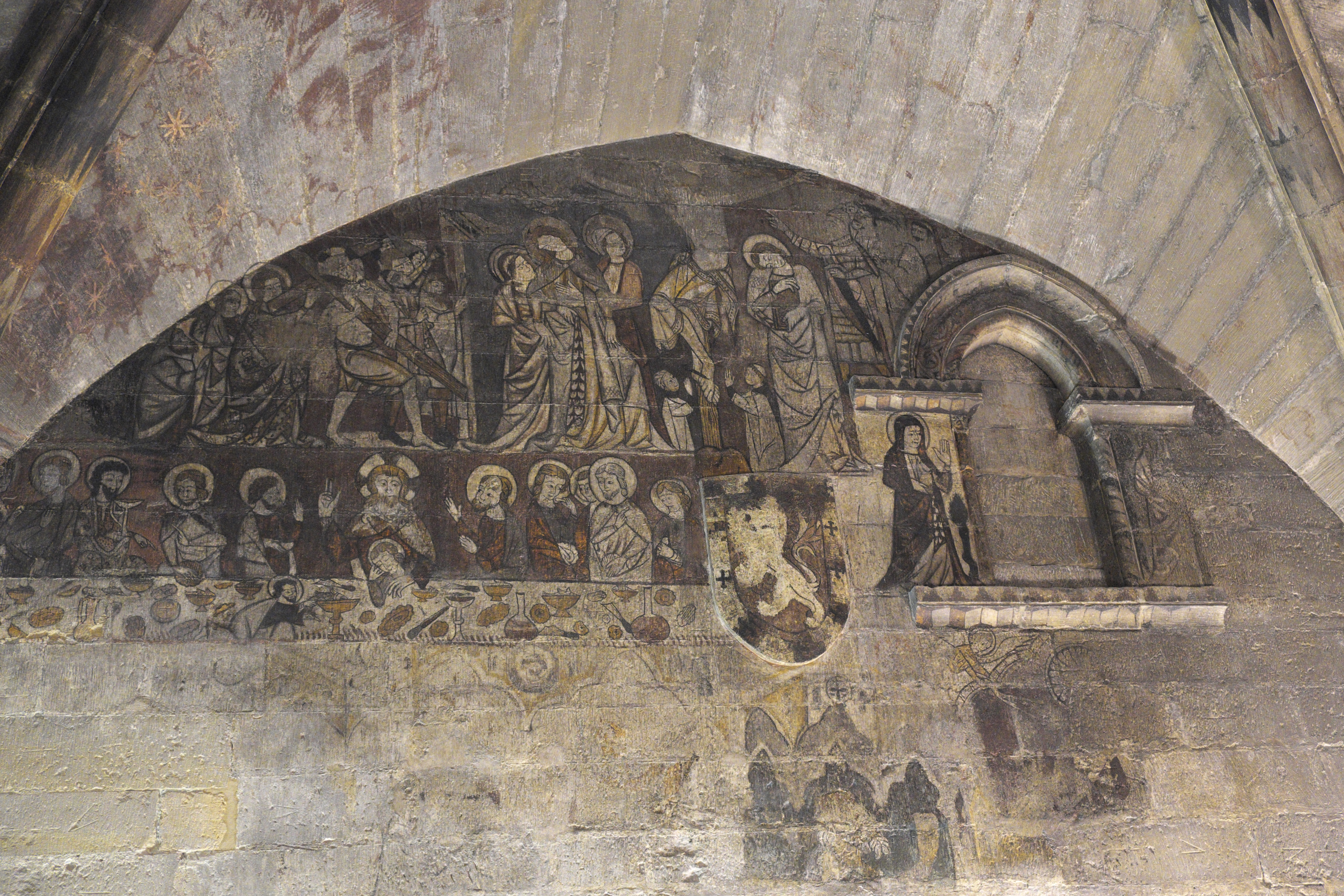
Abendmahl und Kreuzigung
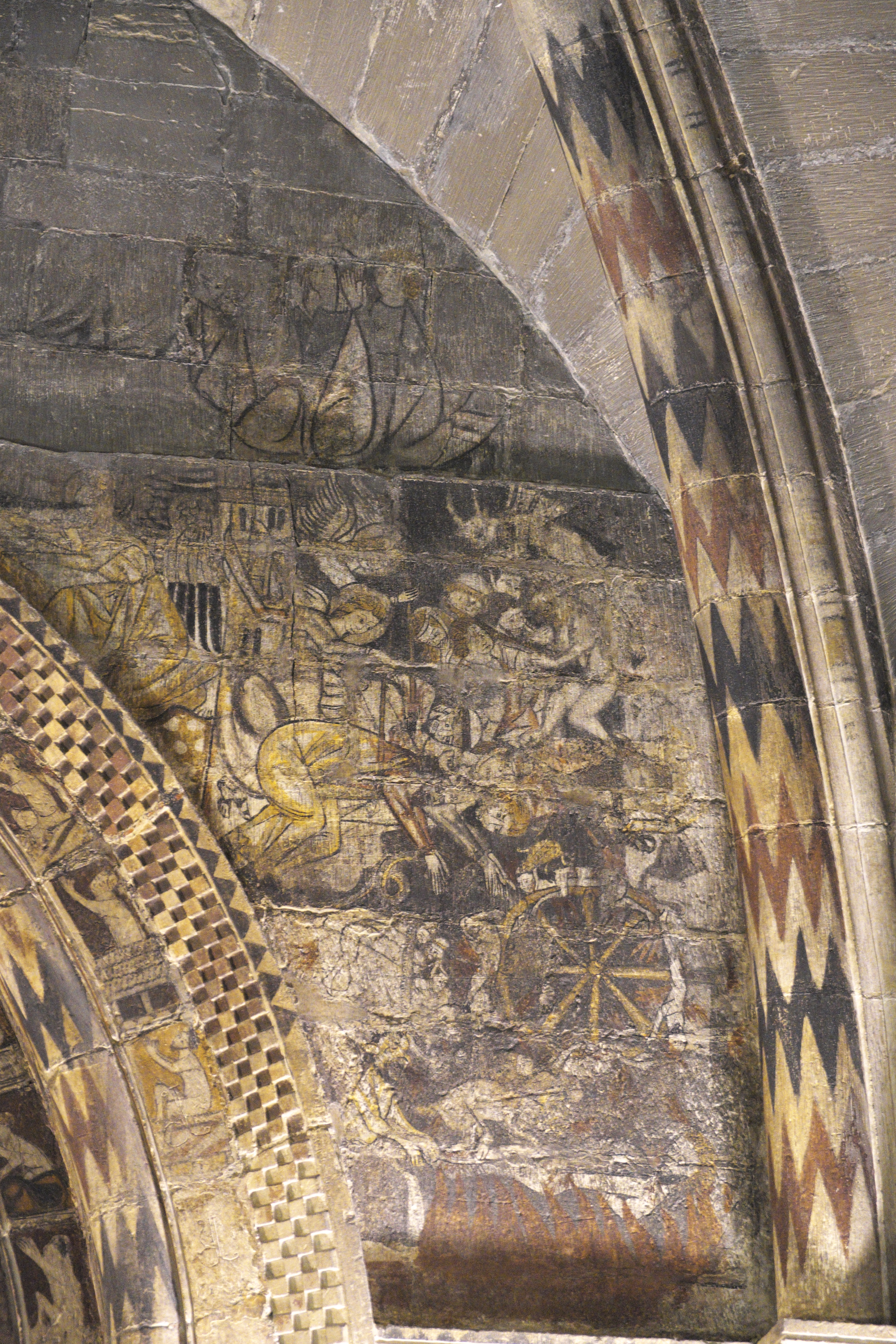
Hölle
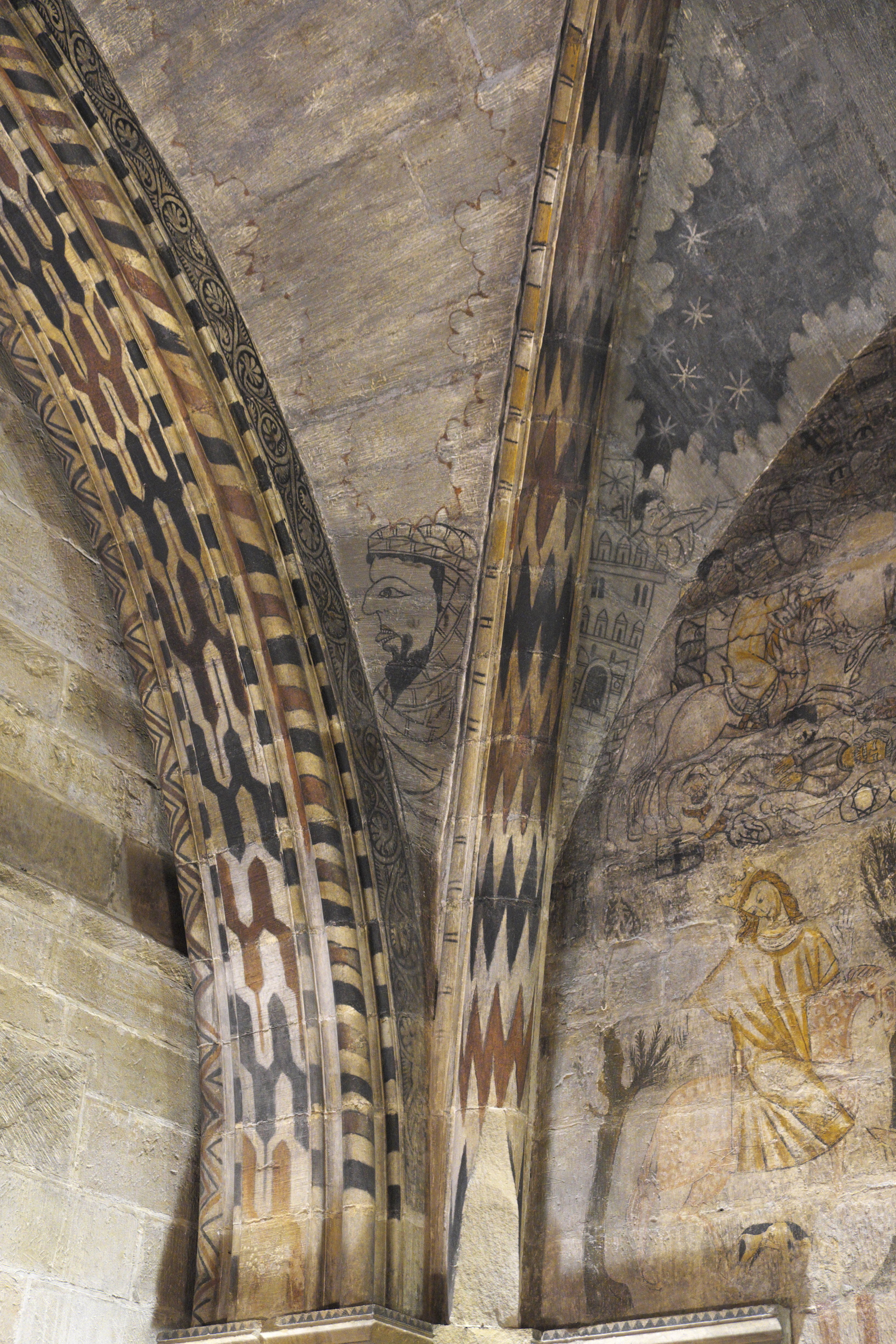
Maure, der die Zunge herausstreckt

Im ersten Stock, den Privatgemächern des Großmeisters, sind auf den Bogenzwickeln Ritter und Schlachtenszenen zu sehen. Eine Darstellung wird als Einzug des Königs Jakob I. in Valencia gedeutet.
An der Westwand des Raumes sieht man drei trauernde Frauen unter den Arkaden einer Burg sitzen. Malereifragmente der Südwand mit der Darstellung des Rads der Fortuna und des sogenannten Trobadors werden heute im Rathaus von Alcañiz aufbewahrt.

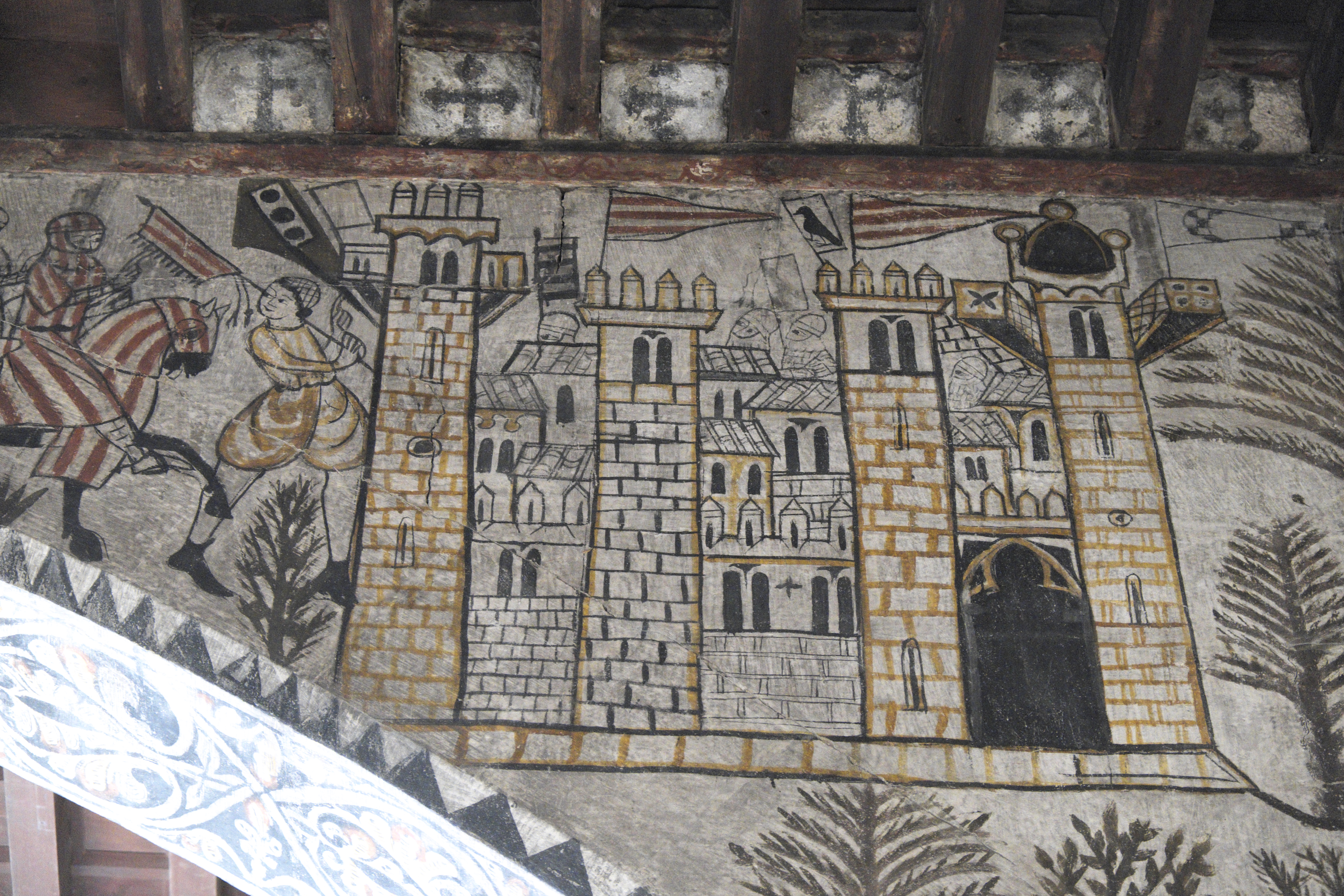
Einzug von Jakob I. in Valencia
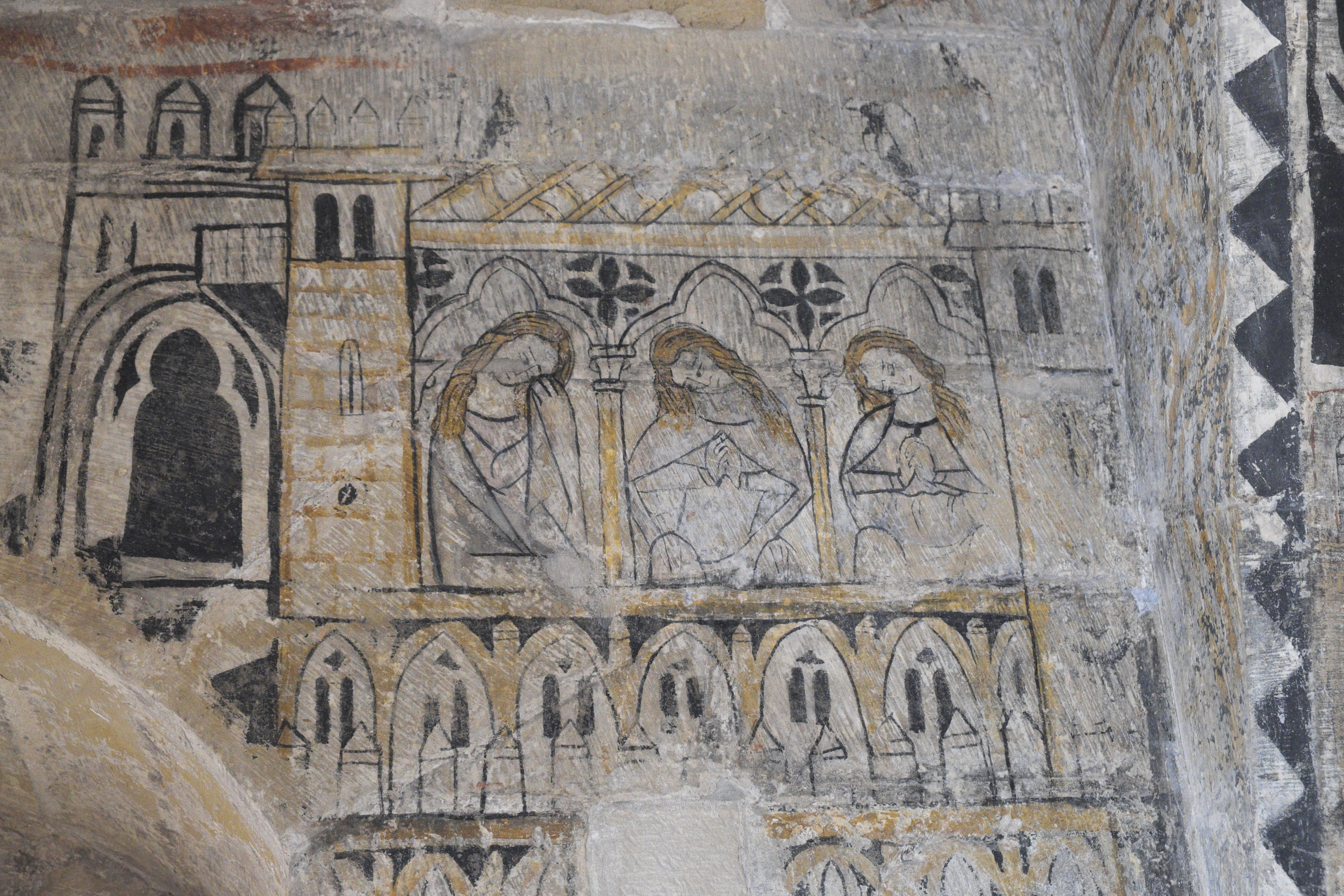
Trauernde Frauen
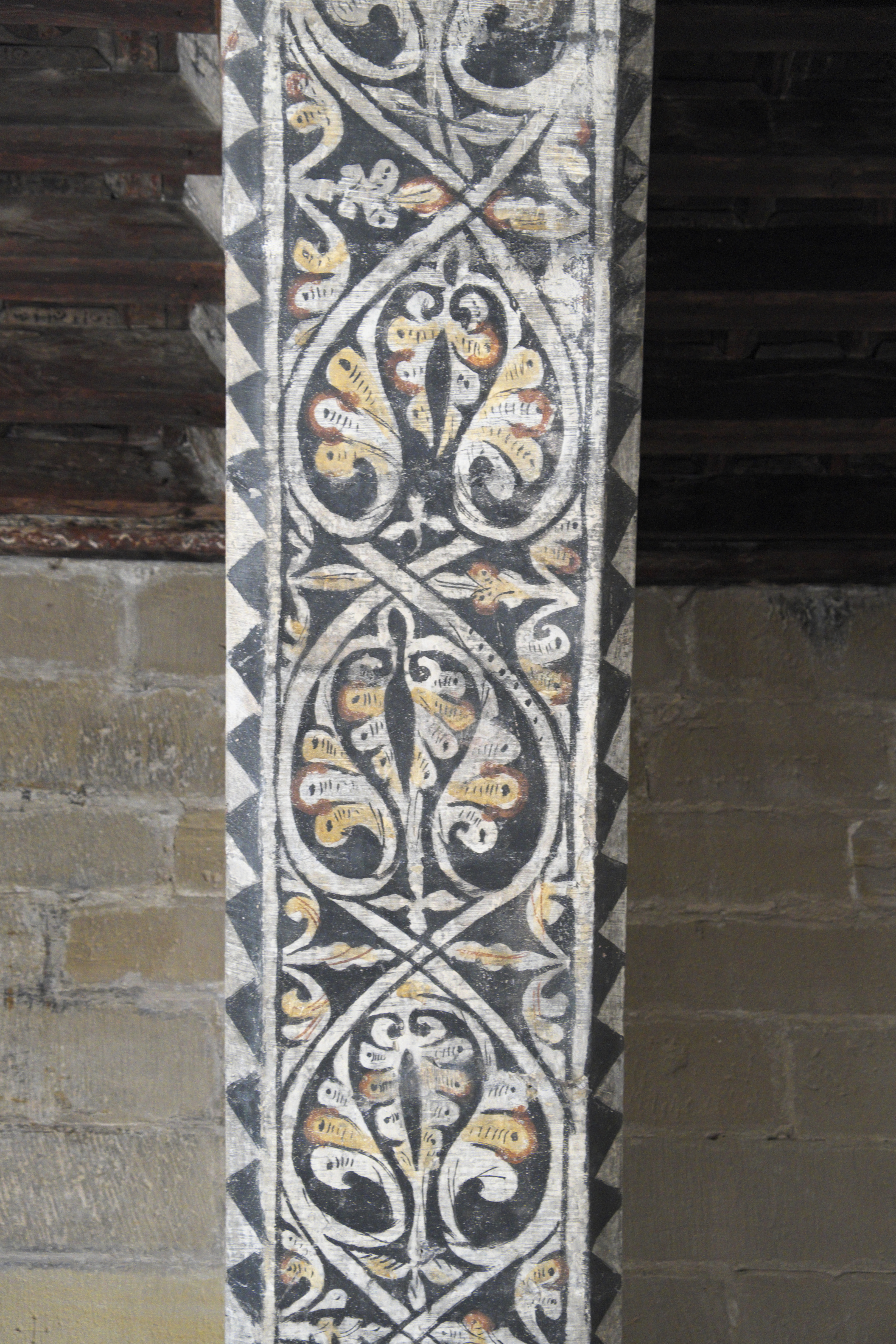
Geometrischer Dekor an der Unterseite eines Bogens

Die Unterseite eines Bogens ist mit geometrischen Motiven verziert, am anderen Bogen sind die Arbeiten der Monate dargestellt.

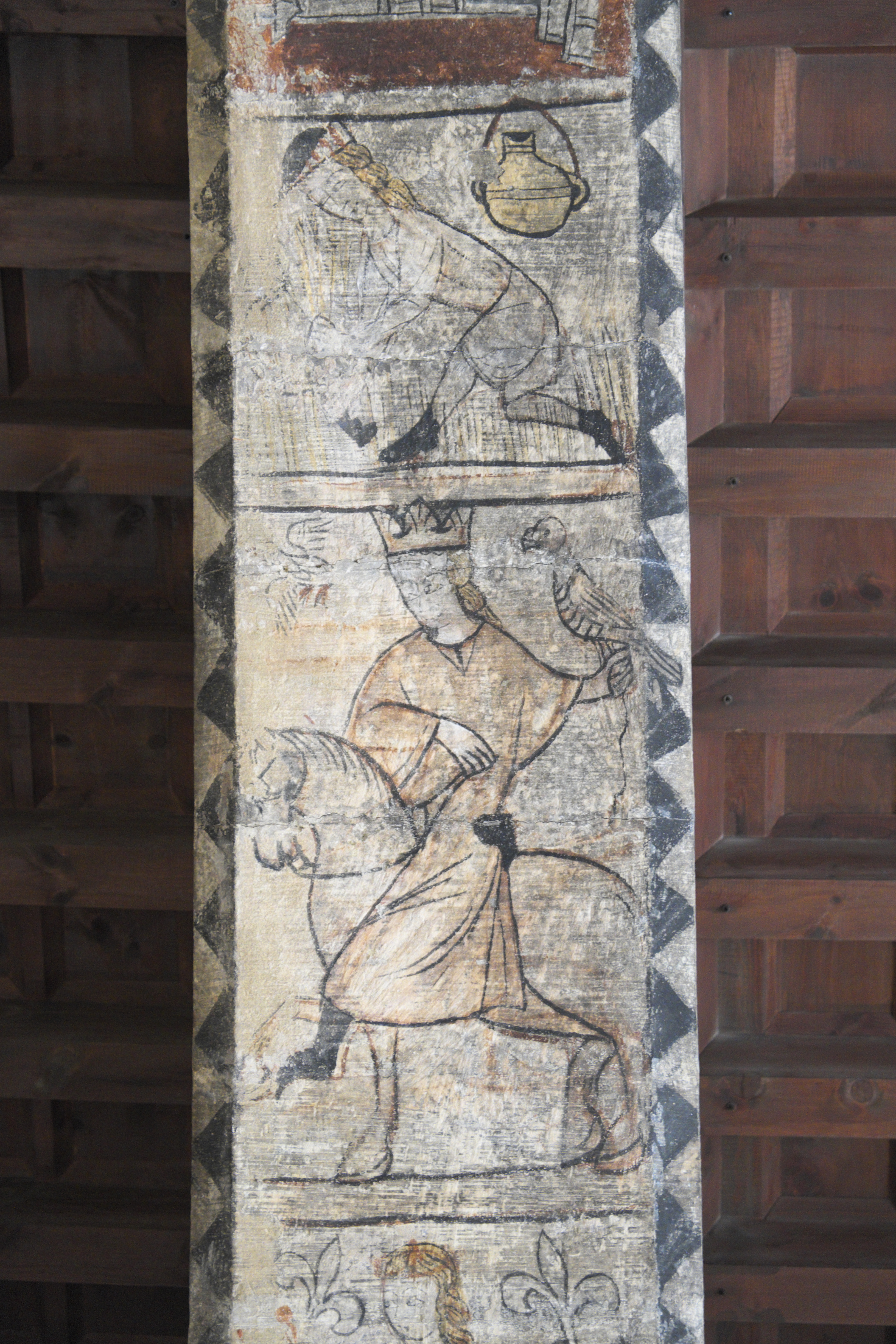
Monatsbilder
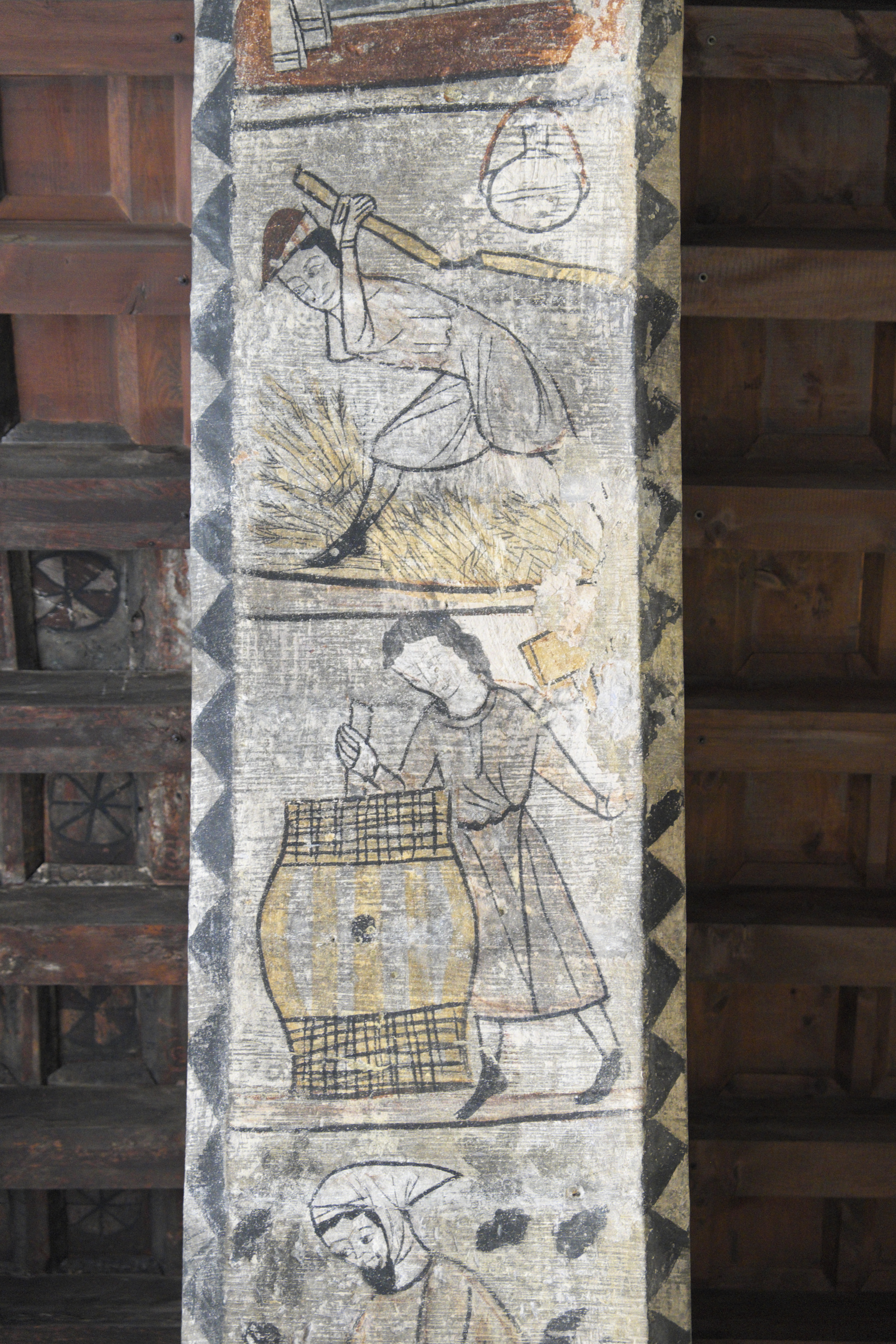
Monatsbilder
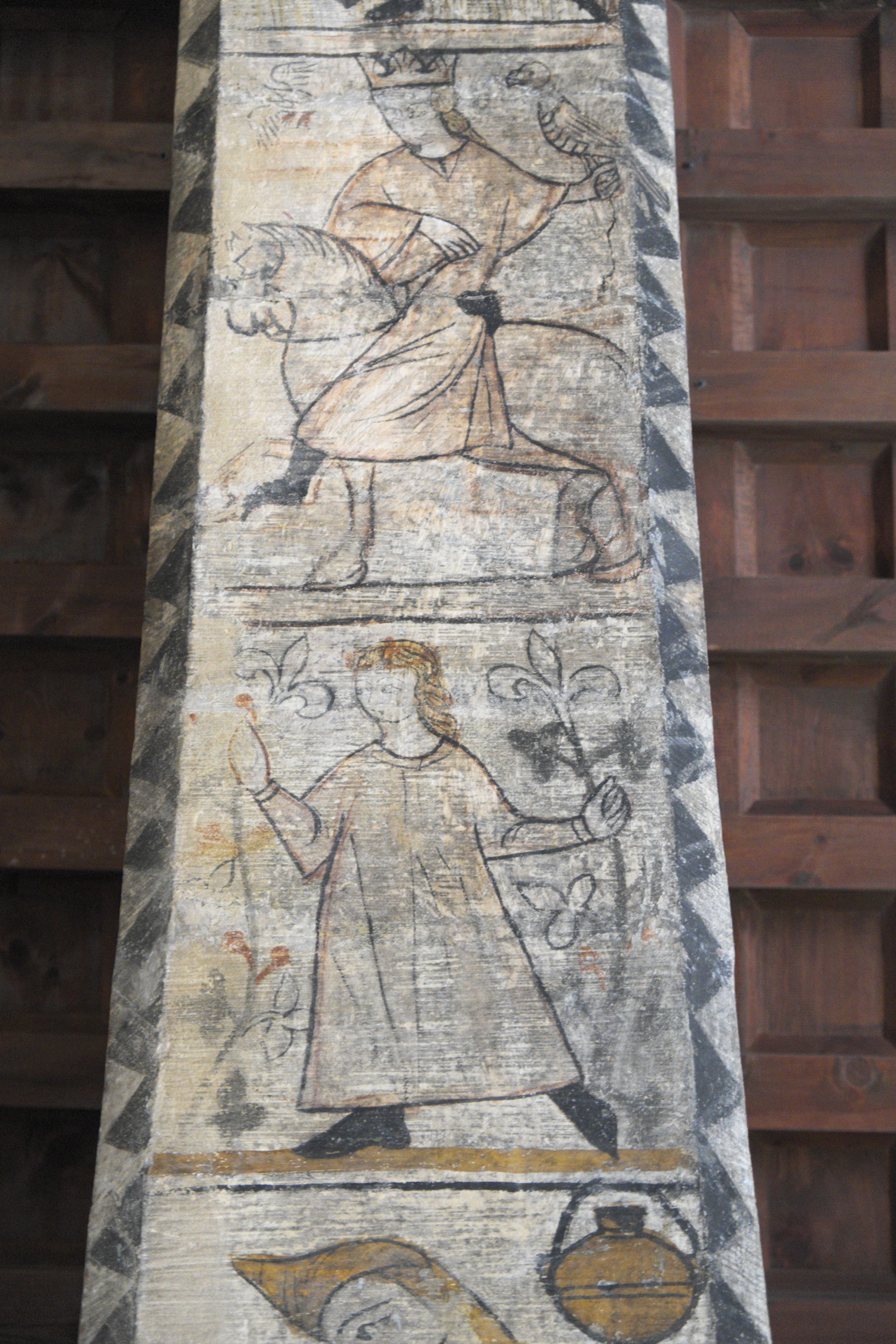
Monatsbilder

## Grabmal von Juan de Lanuza
In der Kirche werden die Überreste des Alabastergrabmals von Juan de Lanuza aufbewahrt, Vizekönig von Aragón und Großmeister des Calatrava-Ordens. Das Renaissance-Grabmal wurde 1537/38 von dem Bildhauer Damián Forment geschaffen. Die beiden weibliche Skulpturen stellen die Tapferkeit (links) und die Klugheit (rechts) dar.

## Kreuzgang

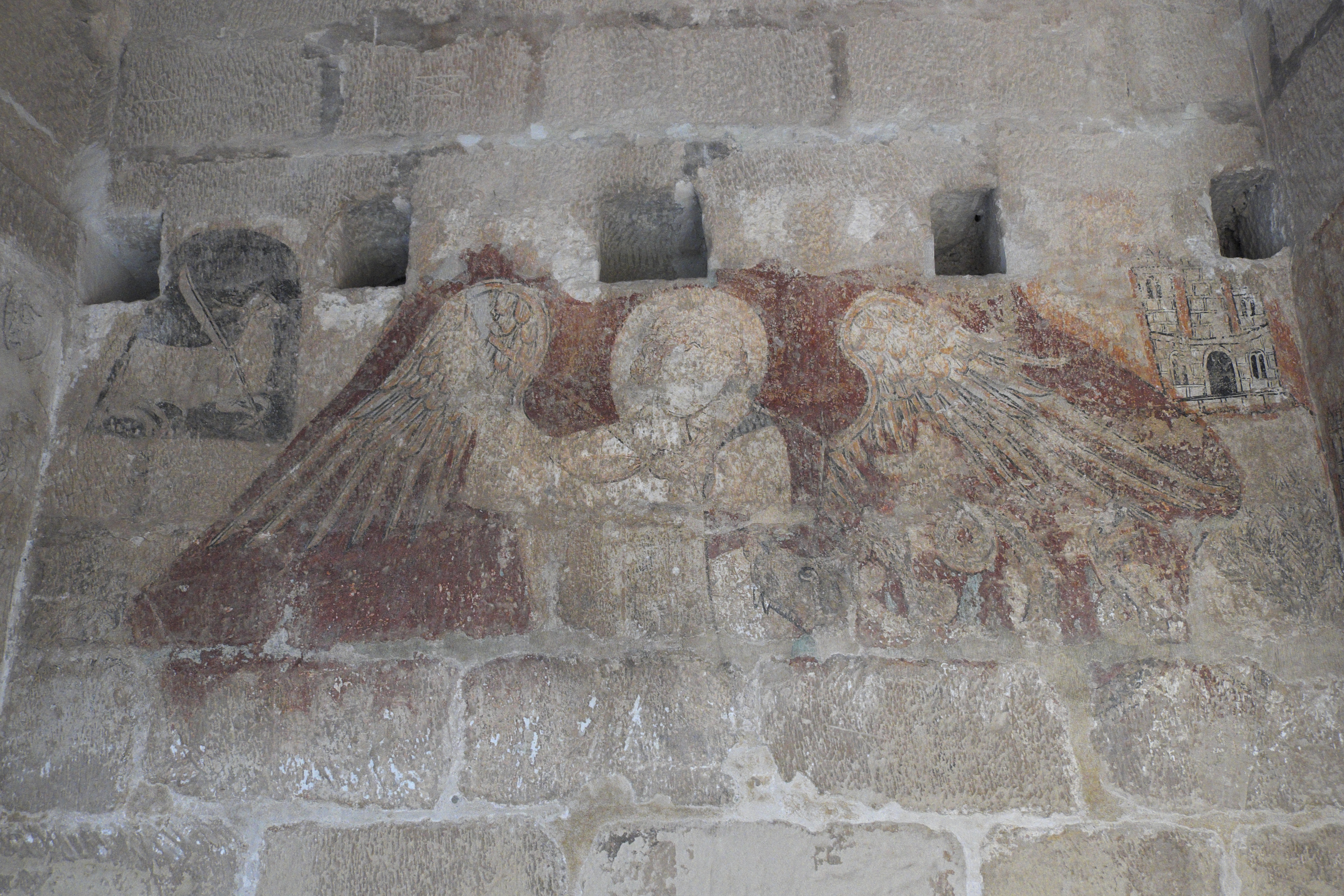
Erzengel Michael im Kreuzgang

An der Südseite der Kirche schließt sich der Kreuzgang an, der vermutlich zur gleichen Zeit wie die Kirche errichtet wurde und um 1300 in Stil der Gotik erneuert wurde. In der Ostgalerie des Kreuzgangs ist eine Wandmalerei mit der Darstellung des Erzengels Michael erhalten, die vermutlich an seine Erscheinung auf dem Monte Sant’Angelo des Gargano und das Stierwunder erinnern soll. In diesem Flügel des Kreuzgangs befindet sich auch das Grabmal des Großmeisters García López. Im 20. Jahrhundert wurde der Kreuzgang umgestaltet.